# Gravures de William Hogarth

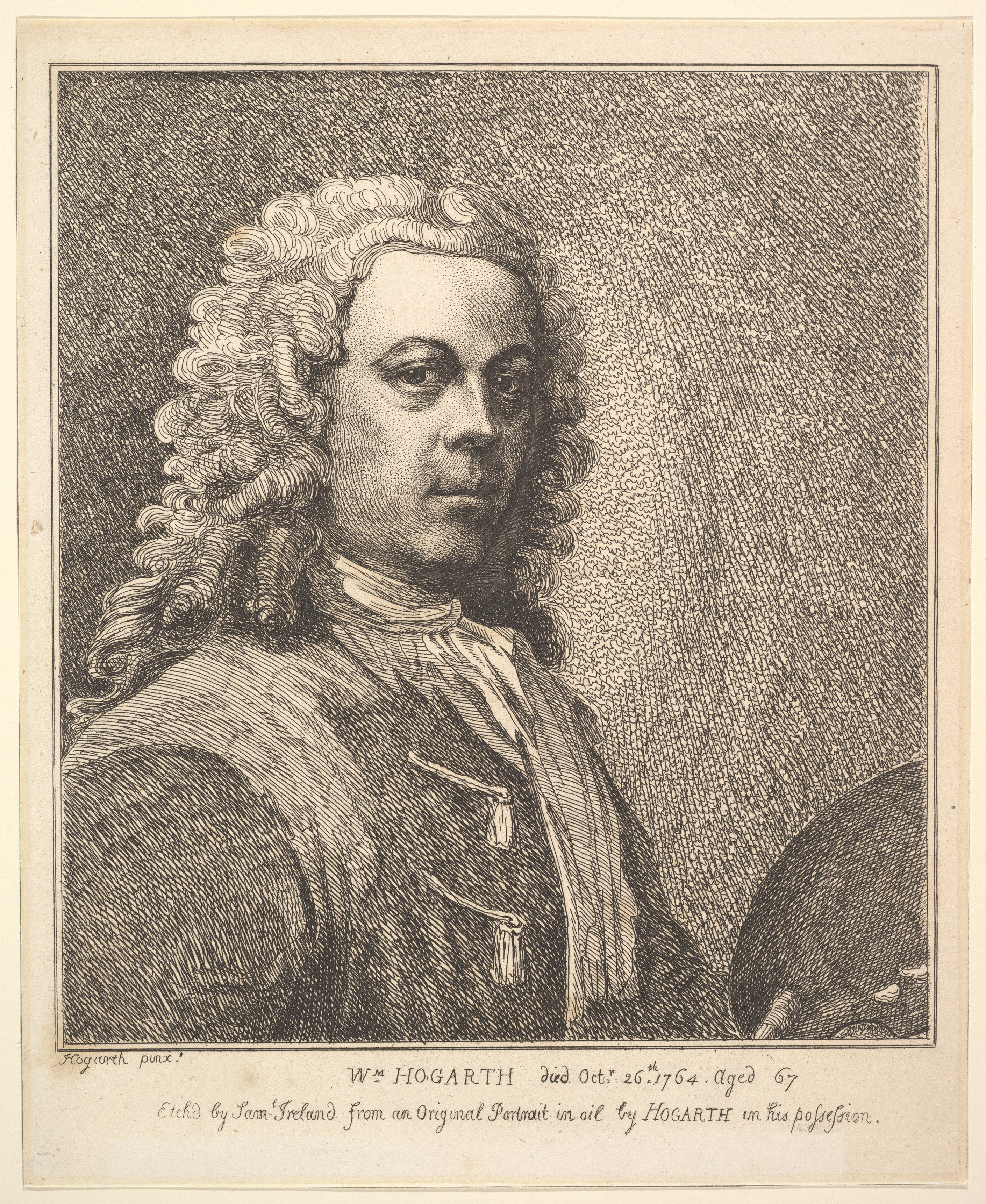
Autoportrait dessiné par William Hogarth et gravé par Samuel Ireland.

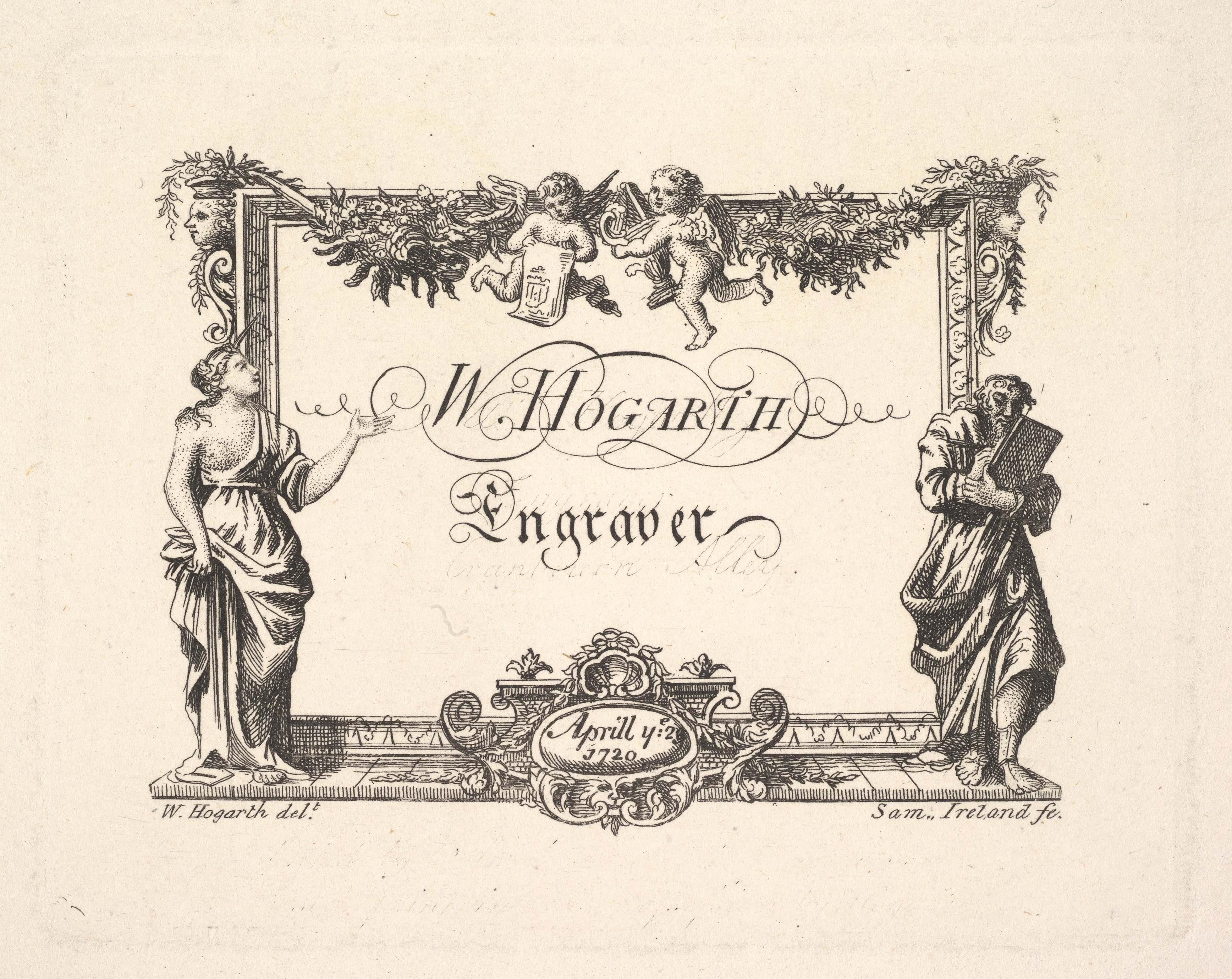
Plaque commerciale de William Hogarth, dessinée par lui et gravée par Samuel Ireland.

Les gravures de William Hogarth sont l'ensemble de la production de l'artiste britannique William Hogarth (1697 - 1764) comme graveur ou comme « inventeur », c'est-à-dire comme auteur du dessin destiné à être gravé par un autre artiste.

## William Hogarth et la gravure

### Jeunesse et débuts
Le XVIIIe siècle est le théâtre de fortes tensions entre la Grande-Bretagne et la France ; Hogarth sera témoin de trois guerres : la guerre de Succession d'Espagne (1701 – 1714), la guerre de Succession d'Autriche (1740 – 1748) et la guerre de Sept Ans (1756 – 1763). À la suite de la répudiation définitive des Stuart, les grands propriétaires terriens tiennent le Parlement et affirment leur indépendance vis-à-vis de la monarchie. L'aristocratie investit dans des propriétés rurales, laissant l'industrie et le commerce se développer dans la capitale. Dans ce contexte, les nouveaux bourgeois sont dépensiers, ce qui crée un marché propice à l'art du graveur, également favorisé par la demande populaire de gravures d'actualité et d'estampes satiriques.
Peu adapté au système éducatif mais doté d'une perception aiguë du monde qui l'entoure, William Hogarth dessine beaucoup et rend régulièrement visite à l'atelier d'un peintre local. Pour échapper à la pression de son père, il entre à l'âge de quinze ans environ, comme apprenti dans l'atelier d'Ellis Gamble, orfèvre et graveur sur métaux (actif de 1712 à 1733), membre de la Merchant Taylor's Company, sur Blue Cross Street (Leicester Fields), chez qui il semble qu'il se soit installé. Il grave des emblèmes sur des pièces d'orfèvrerie en or et argent jusqu'en 1720, des armoiries, des cartes-adresses (trade cards), petites pièces de gravure reportée sur papier épais destinées aux artisans et fournisseurs londoniens, ainsi que des ex-libris,. Hogarth, frustré par un travail trop cadré, appelle ces armoiries les « monstres de l'héraldique » et les spécialistes considèrent qu'il y a perdu de nombreuses années cruciales pour son développement comme artiste. Il développe néanmoins par lui-même des techniques peu orthodoxes, et son originalité comme artiste tient beaucoup à son pragmatisme et à son approche non conventionnelle de sa carrière. Le jeune Hogarth est très sociable et se passionne pour la vie culturelle et exubérante de Londres, et en tire une féconde appréciation de la vitalité de la tradition populaire.
Hogarth se lance à son compte à partir d'avril 1720, date à laquelle il édite sa propre carte de visite commerciale,. Il fréquente une école de dessin privée à St. Martin's Lane, mais rejette la formation formelle pour se convaincre qu'il fallait avant tout observer la vie réelle pour devenir un bon dessinateur. Il combine une forme d'improvisation inspirée — il mémorise son sujet mais l'exécute une fois rentré chez lui — avec une excellente culture de la tradition artistique européenne, acquise par la connaissance d'une vaste gamme de gravures de reproduction. Le Londres artistique est, à cette époque, largement dominé par les influences étrangères : Français et Italiens s'en disputent les honneurs. Marco Ricci, un peintre vénitien qui produisait entre autres des caricatures s'inspirant de la vie artistique londonienne, reçoit de nombreuses commandes de lord Burlington et devient la coqueluche de la ville. Sans aucun doute, Ricci a beaucoup plu au jeune Hogarth.
Il publie déjà des pièces satiriques sur la politique, l'économie et le marché artistique de son temps, notamment Masquerades and Operas (1723-1724), qui vise William Kent et l'entourage de Lord Burlington, qui remet à la mode l'architecture palladienne. Cependant, son activité principale consiste à illustrer des livres, réaliser des cartes de visite ou des billets ; malgré un certain succès comme illustrateur — duquel Hogarth se méfie, ne souhaitant pas devenir dépendant des libraires comme l'était son père — l'artiste admet qu'à cette époque, la gravure n'est qu'alimentaire.

### Succès
En 1732, William Hogarth se lance dans sa première série importante non issue de commande et qui inaugure un genre nouveau qu'il appelle le sujet moral moderne : La Carrière d'une prostituée. Les tableaux originaux disparus, il ne reste que les estampes, très réalistes mêlant des personnalités connues aux quidams, et qui racontent, en six épisode, le destin d'une jeune fille arrivée de la campagne devant se prostituer. Le succès de cette série le pousse à en créer une autre, La Carrière d'un libertin (1735, série de huit tableaux et leurs estampes respectives), qui raconte l'histoire d'un jeune héritier glissant peu à peu dans la débauche,.
Par la suite, William Hogarth ne grave plus ses sujets lui-même : il peint les tableaux, dessine les modèles pour les estampes, mais les fait graver par des artistes français, souhaitant « donner un fini parfait à ses estampes ». Ainsi, l'une de ses séries les plus connues — et néanmoins l'une des moins bien reçues par ses contemporains —, Marriage A-la-Mode (1745, série de six sujets), qui critique les mariages arrangés, ici entre un aristocrate désargenté et une riche héritière, est en partie exécutée par trois graveurs français déjà installés à Londres : Bernard Baron, Simon François Ravenet et Gérard Jean-Baptiste II Scotin, Hogarth se contentant de graver les têtes des personnages.
Peu après, William Hogarth crée une nouvelle série, exclusivement de gravures : Industry and Idleness (1747, douze estampes). Il y évoque les destins croisés de deux apprentis filateurs : l'un est très travailleur et devient lord-maire de Londres, tandis que l'autre est fainéant et meurt pendu à Tyburn le paresseux qui finira pendu à Tyburn, célèbre pour avoir été le principal lieu des exécutions capitales des criminels anglais.
Après quelques œuvres notables, comme le diptyque Beer Street et Gin Lane (1751) et la série de quatre gravures Les Quatre Étapes de la cruauté (même année) ou encore l'estampe Columbus Breaking the Egg (en) (1752) tirée pour illustrer le bon de souscription à son ouvrage L'Analyse de la beauté (1753), Hogarth réalise une dernière série de tableaux accompagnée des pendants gravés : Humours of an Election (1754-1755, quatre sujets).
William Hogarth a réalisé plusieurs œuvres sous forme de séries, dont les aspects réalise, contemporain et narratif ont une visée morale et éducative. Il aborde des sujets politiques, religieux et sociaux, tout en usant également d'« inventivité et de verve » dans de petites œuvres comme des billets de souscription pour ses gravures. Au total, Hogarth produit plus de deux cent cinquante gravures, dessinées ou gravées.

## Analyse de l'œuvre
William Hogarth s'inscrit dans une période d'émancipation intellectuelle en Grande-Bretagne : le pays devient un pays d'avant-garde dans les domaines de la culture et de la philosophie. Il exprime une forme d'« exaltation nouvelle du sentiment national, l'esprit critique d'une bourgeoisie sûre d'elle-même et l'humanitarisme libéral de son temps. »
Premier peintre anglais de naissance à être célèbre sur le continent européen, il est aussi un précurseur des philosophes, de par sa propension à octroyer à ses œuvres une lecture morale. Il élève dans l'art pictural le genre de la comédie, jusqu'alors un sous-genre dans la peinture, au niveau de celui de la littérature : dans la hiérarchie des genres, les scènes populaires de genre ne sont pas parmi les mieux considérées. Pourtant, les peintres d'art comique sont déconsidérés, et Hogarth ne fait pas l'unanimité parmi ses contemporains : Joshua Reynolds reconnaît le travail du peintre, mais réduit son mérite au niveau des sujets qu'il a abordés : des « caractères bas et vulgaires », au contraire des peintres néerlandais, dont le compte-rendu de « l'observation générale de la nature dans un cadre plus vaste » des sujets paysans trouve grâce à ses yeux.

## Historiographie
Thomas Cook, un graveur anglais qui a été l'élève de Simon François Ravenet, un proche de Hogarth, a copié l'œuvre gravée complet de William Hogarth, à laquelle il a consacré les années 1795-1803, et qui a été publiée en 1806 sous le titre Hogarth Restored. C'est une collection précieuse car de nombreuses gravures de Hogarth étaient d'une grande rareté et n'avaient jamais été rendues publiques. Plus tard, Cook exécute une série réduite de ses gravures sur Hogarth pour l'édition des œuvres de Hogarth par Nichols et Stevens, Genuine Works of William Hogarth (1808-17),.
En 1821, J. Sharpe publie The Works of William Hogarth: Containing One Hundred and Fifty-nine Engravings, mais les premières listes notables des estampes de Hogarth sont celles de John Bowyer Nichols (1833) et Austin Dobson (1907).
Le premier catalogue raisonné complet et sérieux sur les gravures de William Hogarth est Hogarth's Graphic Works de Ronald Paulson (2 volumes, 1965) : il systématise, corrige et augmente les listes antérieures, et reproduit les estampes originales.
En 1968, Joseph Burke et Colin Caldwell établissent un nouvel ouvrage de référence sur l'œuvre gravé d'Hogarth avec Hogarth: The Complete Engravings (1968 ; traduit la même année en français).

## Liste des œuvres
Burke et Caldwell listent dans leur catalogue raisonné un total de 267 planches gravées par William Hogarth ou d'après l'un de ses dessins de son vivant.

### Principales œuvres
- Emblematical Print on the South Sea Scheme (L'Affaire des Mers du Sud, 1721), eau-forte et pointe sèche, British Museum.
- The Bad Taste of the Town ou Masquerades and Operas (Le Goût de la Ville ou Masques et opéras, 1724), idem.
- The Lottery (La Loterie, 1724), idem.
- The Mystery of Masonry brought to Light by the Gormogons (1724), idem.
- A Just View of the British Stage (1724), idem.
- A Burlesque on Kent’s Altarpiece... (1725), satire contre William Kent, idem.
- Tiré à part (1726) sur grandes planches des pièces du Hudibras.
- The Large Masquerade Ticket (1727), idem.
- A Harlot's Progress (La Carrière d'une prostituée, 1732), suite gravée tirée de ses peintures disparues (1731).
- Four Times of the Day (Les Quatre Heures du jour, 1738), suite de 4 pièces d'après ses toiles (1736).
- Caracteres and Caricaturas (Caractères et caricatures, avril 1743), une planche.
- Marriage A-la-Mode (Le Mariage à la mode, avril 1745), suite de six pièces, avec Simon François Ravenet, Bernard Baron, Gérard Jean-Baptiste II Scotin[25].
- Simon Lord Lovat (août 1746), une planche.
- Industry and Idleness (Le Zèle et la Paresse, septembre 1747), suite de 12 pièces.
- The Stage Coach or The Country Inn Yard (1747).
- Beer Street and Gin Lane et son pendant Gin Lane (février 1751).
- Les Quatre Étapes de la cruauté (vers 1751), suite de quatre pièces.
- The Invasion (L'Invasion, mars 1756), deux planches, la France (I) et l'Angleterre (II).
- The Cockpit (Le Combat de coqs, novembre 1759), une planche.
- Credulity, Superstition, and Fanaticism: Medley (plusieurs états entre 1760 et mars 1762).
- The Times (L'Époque, 1762), deux planches.
- The Bruiser (L'Homme de main, août-octobre 1763).
- John Wilkes, Esq. (août 1763).
- Tail Piece, ou The Bathos (Cul-de-lampe ou La Chute du Sublime, avril 1764).

### Liste exhaustive selon Burke et Caldwell
Liste établie d'après le catalogue raisonné de l'œuvre gravé de William Hogarth, par Joseph Burke et Colin Caldwell ; le titre en français de chaque œuvre en est également tiré.

#### Plaques commerciales, armes et ex-libris
| Titre | Date          | Dimensions                                     | Technique et états                                        | Conservation                                                   | Image Commons |
| --- | ------------- | ---------------------------------------------- | --------------------------------------------------------- | -------------------------------------------------------------- | --- |
| Plaque commerciale de Richard Hand, The Oldest Original Chelsey Bunn Baker                                                                   | vers 1718     | 175 × 133 mm                                   | Eau-forte et burin                                        | Metropolitan Museum of Art                                     | |
| Plaque commerciale d'Ellis Gamble (attribuée à Hogarth)                                                                                      | vers 1723     | 75 × 60 mm                                     | n. c.                                                     | British Museum ; Collection Andrew Edmunds                     | |
| Armes d'Ellis Gamble (attribuée à Hogarth)                                                                                                   | n. d.         | 64 × 54 mm                                     | n. c.                                                     | British Museum                                                 | Samuel Ireland, d'après Hogarth, a reproduit en haut les Armes d'Ellis Gamble et en bas la plaque commerciale de William Hogarth (ca. 1790). |
| Armes de Tatton | ca. 1713-1725 | diam. 66 mm                                    | Burin                                                     | British Museum, Royal Collection                               | |
| Plaque commerciale de William Hogarth | 1720          | 76 × 100 mm                                    | n. c.                                                     | British Museum ; Metropolitan Museum of Art (New York)         | Ici, gravée ultérieurement par Samuel Ireland d'après Hogarth.                                                                               |
| Plaque commerciale pour James Bartlett, marchand de drogues et d'épices (attribué à Hogarth)                                                 | 1720          | 76 × 95 mm                                     | Eau-forte, burin                                          | British Museum                                                 | |
| Armes de la Duchesse de Kendall | ap. 1723      | 121 × 136 mm                                   | n. c.                                                     | British Museum                                                 | |
| Épreuve d'après un pot d'ale appartenant au Club d'Acteurs de Clare Market                                                                   | n. d.         | 108 × 165 mm                                   | n. c.                                                     | Bibliothèque royale du Royaume-Uni (en), au château de Windsor | |
| Armes du Comte Schauenberg-Lippe (attribué à Hogarth)                                                                                        | ap. 1723      | 54 × 76 mm                                     | n. c.                                                     | British Museum                                                 | |
| Ex-libris pour George Lambert | ca. 1725      | 72 × 70 mm                                     | eau-forte, n. c.                                          | Bibliothèque royale du Royaume-Uni, au château de Windsor      | |
| Ex-libris pour Paulet | n. d.         | eau-forte, 54 × 61 mm                          | eau-forte, n. c.                                          | British Museum                                                 | |
| Plaque commerciale pour William Hardy, orfèvre                                                                                               | n. d.         | 51 × 67 mm                                     | n. c.                                                     | British Museum                                                 | |
| Plaque commerciale pour les sœurs de l'auteur, Mary et Ann Hogarth                                                                           | ca. 1730      | eau-forte, 92 × 105 mm                         | n. c.                                                     | British Museum, MET Museum                                     | |
| Plaque pour la boutique de comestibles et articles italiens de Mrs Holt                                                                      | n. d.         | 95 × 126 mm                                    | n. c.                                                     | Coll. W. S. Lewis                                              | |
| Armes de John Holland, peintre de blason | n. d.         | 118 × 105 mm                                   | n. c.                                                     | British Museum                                                 | |
| Armes de Foundling Hospital (dessiné à la plume par Hogarth, graveur inconnu)                                                                | 1747          | 118 × 216 mm                                   | n. c.                                                     | Coll. W. S. Lewis, British Museum                              | |
| Grand sceau d'Angleterre | 1728-1729     | Diam. 234 mm                                   | Deux états (gravure sur planche d'argent)                 | British Museum                                                 | |
| Scène de « la Boucle de cheveux enlevée » d'Alexander Pope                                                                                   | n. d.         | 57 × 79 mm                                     | n. c. (gravure pour couvercle de tabatière)               | British Museum                                                 | |
| Soir de rafle (attribué à Hogarth) | n. d.         | 67 × 98 mm                                     | n. c. (gravure pour couvercle de tabatière)               | British Museum                                                 | |
| Billet de bénéfice au profit de l'acteur comique James Spiller                                                                               | 1720          | eau-forte, 86 × 112 mm                         | Deux états                                                | British Museum                                                 | |
| Plaque commerciale pour Richard Lee, marchand de tabac (attribué à Hogarth)                                                                  | n. d.         | 82 × 98 mm                                     | n. c.                                                     | British Museum                                                 | Samuel Ireland, d'après Hogarth (1794). |
| Invitation burlesque à un enterrement (attribué à Hogarth)                                                                                   | n. d.         | Eau-forte et burin, 82 × 98 mm                 | n. c.                                                     | British Museum                                                 | Burlesque funeral ticket de Thomas Cook d'après William Hogarth (1809).                                                                      |
| Les Quatre Éléments a) Junon b) Neptune c) Tellus Mater d) Vulcain                                                                           | n. d.         | a) 56 × 48 b) 53 × 47 c) 95 × 174 d) 100 × 112 | n. c.                                                     | Coll. W. S. Lewis                                              | |
| En-tête de lettre pour l'École de Blundell à Tiverton                                                                                        | 1726          | 112 × 145 mm                                   | n. c.                                                     | British Museum                                                 | |
| Billet de bal masqué | 1727          | 186 × 256 mm                                   | n. c.                                                     | British Museum                                                 | |
| Billet pour une représentation au bénéfice de l'acteur William Milward                                                                       | 1728          | 86 × 103 mm                                    | Eau-forte                                                 | British Museum                                                 | |
| Boys Peeping at Nature (Enfants s'initiant à la Nature ; billet de souscription pour La Carrière d'une prostituée)                           | 1730          | 90 × 120 mm                                    | Eau-forte (au moins deux états)                           | Bibliothèque royale, château de Windsor                        | Richard Livesay (eau-forte et aquatinte, 1782) d'après Hogarth. Voir catégorie correspondante sur Commons.                                   |
| Boys Peeping at Nature (Enfants s'initiant à la Nature ; billet de souscription pour Moïse amené à la fille du Pharaon et Paul devant Félix) | 1751          | 88 × 122 mm                                    | Eau-forte (quatre états)                                  | Bibliothèque royale, château de Windsor                        | Voir catégorie correspondante sur Commons.                                                                                                   |
| A Chorus of Singers or The Oratorio (Chœur de chanteurs ; billet de souscription pour Contemporains en conversation nocturne)                | 1732          | 173 × 154 mm                                   | Eau-forte (trois états)                                   | British Museum                                                 | Voir catégorie correspondante sur Commons.                                                                                                   |
| The Laughing Audience (Spectateurs en train de rire ; billet de souscription pour Southwark Fair et A Rake's Progress)                       | 1733          | 180 × 157 mm                                   | Eau-forte (plusieurs états)                               | Metropolitan Museum of Art, Musée Fitzwilliam (Cambridge)      | Voir catégorie correspondante sur Commons.                                                                                                   |
| La bataille des peintures | 1744-45       | 178 × 198 mm                                   | Eau-forte                                                 | British Museum, Wellcome Collection                            | |
| Masque et palette | 1745          | 110 × 118 mm                                   | Eau-forte                                                 | British Museum                                                 | |
| Bandeau typographique pour le London Infirmary                                                                                               | 1745          | 159 × 222 mm                                   | Eau-forte                                                 | British Museum                                                 | |
| Bandeau pour le Journal du Jacobite (gravé par un inconnu d'après Hogarth)                                                                   | 1747          | 112 × 184 mm                                   | Gravure sur bois                                          | Coll. Wilmarth S. Lewis, Esq.                                  | |
| Stand of Arms, Musical instruments, etc. (Ratelier d'armes avec instruments de musique, etc.)                                                | 1749-1750     | 168 × 193 mm                                   | Eau-forte et burin                                        | British Museum                                                 | |
| Parodie de Paul devant Félix | 1751          | 249 × 340 mm                                   | Eau-forte, burin et touches de manière noire (cinq états) | British Museum, Metropolitan Museum of Art                     | Voir catégorie correspondante sur Commons |
| Columbus breaking the egg (Colomb brisant l'œuf)                                                                                             | 1752          | 144 × 177 mm                                   | Eau-forte (deux états)                                    | British Museum, Metropolitan Museum of Art                     | Voir catégorie correspondante sur Commons |
| Crowns, Mitres, Maces, etc. (Couronnes, Mitres, Masses, etc.)                                                                                | 1754          | 215 × 188 mm                                   | Eau-forte (quatre états)                                  | British Museum, Metropolitan Museum of Art                     | |

#### Illustrations et frontispices
| Titre | Date             | Dimensions | Technique et états                   | Conservation                                                                            | Image Commons |
| --- | ---------------- | --- | ------------------------------------ | --------------------------------------------------------------------------------------- | --- |
| Six illustrations pour la deuxième édition du Panthéon du Dr. William King : a) Coelus & Terra ; Saturn & Cybelle ; Iupiter & Iuno ; Neptune & Amphitrite b) Pluto and Prosepine ; Appollo and ye Muses ; Diana and her Nymphs ; Vulcan and ye Ciclopes c) Venus & her Attendants ; Mercury ; Minerva ; Mars & his Attendants d) Bachus & his Attendants ; Hercules ; Pan and his Attendants ; Flora e) Pomona & Vertumnus ; Nereus ; Castor and Pollux ; Æolus f) Charon & Cerberus ; the Parcæ ; Minos, Rada & Æacus ; the Eumenides | Avant 1722       | a) 117 × 69 mm b) 117 × 69 mm c) 117 × 69 mm d) 117 × 70 mm e) 121 × 70 mm f) 121 × 70 mm | Eau-forte, n. c.                     | British Museum                                                                          | Charon & Cerberus, the Parcae, Minos, Rada & Aeacus, the Eumenides.                                                       |
| Quinze illustrations pour les Voyages à travers l'Europe, l'Asie et au cœur d'une partie de l'Afrique d'Aubry de La Mottraye a) Couronne patriarcale grecque b) Bain turc c) Danse indigène d) Procession sur l'hippodrome, Constantinople e) Intérieur d'une mosquée turque f) Couronnement du Sultan Achmet à la mosquée de Yup ou Personnages en turban g) Le Sérail h) Parc de l'artillerie i) Charles XII à Bender j) Carte de Stockholm k) Mine d'argent à Sala-I l) Mine d'argent à Sala-II m) Mine de fer danoise n) Hutte lapone | 1723-1724        | a) 340 × 275 mm b) 250 × 173 mm c) 247 × 346 mm d) 247 × 336 mm e) 250 × 355 mm f) 244 × 174 mm g) 247 × 343 mm h) 249 × 174 mm i) 247 × 344 mm j) 246 × 171 mm k) 246 × 173 mm l) 246 × 154 mm m) 252 × 346 mm n) 250 × 343 mm                                    | Eau-forte et burin                   | British Museum, Metropolitan Museum of Art, Wellcome Collection                         | Bain turc Voir catégorie correspondante sur Commons.                                                                      |
| Sept illustrations pour La Nouvelle Métamorphose (The New Metamorphose) de Charles Gildon a) Frontispice b) Des prêtres corrompus et des galants célèbrent la fête de Sainte Thérèse dans une église italienne c) Bandits enlevant Camilla d) La Sorcière Invidiosa fait sortir Fantasio d'un coffre e) Fantasio métamorphosé en petit chien et admis dans la chambre de Donna Theresa f) Cupidon et Psyché g) Donna Angela tient le petit chien (Fantasio) tandis que le Cardinal interroge un ermite | 1723-1724        | a) 137 × 77 mm b) 137 × 77 mm c) 135 × 76 mm d) 135 × 76 mm e) 137 × 75 mm f) 139 × 75 mm g) 136 × 76 mm | Eau-forte et burin                   | British Museum                                                                          | Fantasio métamorphosé en petit chien et admis dans la chambre de Donna Theresa Voir catégorie correspondante sur Commons. |
| Frontispice pour L'Heureux ascète (The Happy Ascetic) d'Anthony Horneck | 1724             | 152 × 82 mm | n. c.                                | British Museum                                                                          | |
| Cinq frontispices pour la traduction par Sir Charles Cotterell de Cassandre de La Calprenède (3e éd 1725) a) Frontispice vol. I b) Frontispice vol. II c) Frontispice vol. III d) Frontispice vol. IV e) Frontispice vol. V | 1725             | a) 129 × 73 mm b) 129 × 75 mm c) 129 × 75 mm d) 131 × 73 mm e) 128 × 73 mm | Eau-forte et burin                   | British Museum                                                                          | Frontispice vol. III Voir catégorie correspondante sur Commons.                                                           |
| Deux illustrations pour Le Paradis perdu de John Milton a) Conseil tenu en Enfer (Livre II) b) Conseil tenu au Paradis (Livre III) | vers 1725        | a) 129 × 75 mm b) 134 × 75 mm | n. c.                                | Bibliothèque royale du Royaume-Uni, au château de Windsor                               | Conseil tenu au Paradis                                                                                                   |
| Quatorze illustrations pour Roman Military Punishments (Châtiments dans l'Armée romaine) de John Beaver a) Frontispice b) La Fustigatio ou Mise à mort par batonnade c) La Décimation d) La Décapitation e) Le Crucifiement f) L'Écartèlement g) Citoyens déchus et vendus comme esclaves h) Le Bannissement i) On brise les jambes d'un condamné j) La Fustium Admonitio k) Renvoi infamant l) Retrait du baudrier ou du ceinturon m) Châtiments dégradants n) Distribution d'orge au lieu de blé | 1725             | a) 53 × 56 mm b) 38 × 72 mm c) 36 × 72 mm d) 38 × 71 mm e) 39 × 73 mm f) 39 × 72 mm g) 35 × 70 mm h) 35 × 69 mm i) 38 × 69 mm j) 38 × 69 mm k) 38 × 71 mm l) 38 × 72 mm m) 38 × 69 mm n) 38 × 72 mm                                                                | Eau-forte                            | British Museum                                                                          | Décimation Voir catégorie correspondante sur Commons.                                                                     |
| Deux illustrations pour une suite projetée sur Modern Military Punishments (Les Châtiments dans les armées modernes) de John Beaver (finalement non publiée) a) Supplicié a qui l'on coupe le nez b) Pendaison par les pouces | après 1725       | a) 38 × 73 mm b) 38 × 73 mm | Eau-forte                            | British Museum                                                                          | Supplicié a qui l'on coupe le nez Voir catégorie correspondante sur Commons.                                              |
| Abraham achète un champ à Ephron le Hittite (probablement une illustration d'un ouvrage non identifié) | vers 1725        | 136 × 89 mm | Eau-forte et burin                   | British Museum                                                                          | |
| Dix-sept petites illustrations pour Hudibras de Samuel Butler a) Frontispice : tête de Samuel Butler b) Hudibras se met en route (Partie I, chant I) c) Première aventure de Hudibras (Partie I, chant II) d) Hudibras rencontre Talgol et Magnano (Partie I, chant II) e) Trulla attaquant Hudibras (Partie I, chant III) f) Hudibras vaincu par Trulla (Partie I, III) g) Hudibras et Ralpho emmenés au pilori (Partie I, chant III) h) Hudibras et Ralpho se disputent (Partie I, chant III) i) Hudibras reçoit la visite de la Veuve (Partie II, chant I) j) Hudibras et le Skimmington (Partie II, chant II) k) Sidrophel examinant le cerf-volant au téléscope (Partie II, chant III) l) Hudibras rend visite à Sidrophel (Partie II, chant III) m) Sidrophel et Whacum battus par Hudibras (Partie II, chant III) n) Hudribas courtise la Veuve (Partie III, chant I) o) Hudribras catéchisé (Partie III, chant I) p) Les croupions brûlés à Temple Bar (Partie III, chant II) q) Hudibras et l'homme de loi (Partie III, chant II) | avant avril 1726 | a) 98 × 70 mm b) 121 × 72 mm c) 115 × 126 mm d) 110 × 126 mm e) 118 × 70 mm f) 121 × 73 mm g) 105 × 126 mm h) 118 × 73 mm i) 116 × 70 mm j) 116 × 241 mm k) 118 × 69 mm l) 118 × 70 mm m) 118 × 70 mm n) 116 × 69 mm o) 115 × 69 mm p) 108 × 126 mm q) 118 × 65 mm | Eau-forte et burin                   | Bibliothèque de l'université d'Illinois (sauf le frontispice : bibliothèque Bodléienne) | Les croupions brûlés à Temple Bar Voir catégorie correspondante sur Commons                                               |
| Douze grandes illustrations pour Hudibras de Samuel Butler a) Frontispice b) Hudibras se met en route (Partie I, chant I) c) Première aventure de Hudibras (Partie I, chant I) d) Hudibras triomphant (Partie I, chant II) e) Hudibras vaincu par Trulla (Partie I, chant III) f) Tribulation de Hudibras (Partie II, chant I) g) Hudibras et le SKimmington (Partie II, chant II) h) Sidrophel et Whacum battus par Hudibras (Partie II, chant III) i) Hudibras catéchisé (Partie III, chant I) j) Le Comité (Partie III, chant II) k) Les croupions brûlés à Temple Bar (Partie III, chant II) l) Hudibras et l'homme de loi (Partie III, chant III) | 1725-1726        | a) 243 × 348 mm b) 250 × 339 mm c) 249 × 334 mm d) 245 × 337 mm e) 240 × 335 mm f) 245 × 343 mm g) 249 × 506 mm h) 245 × 345 mm i) 246 × 344 mm j) 245 × 338 mm k) 249 × 500 mm l) 252 × 346 mm                                                                    | Eau-forte et burin                   | British Museum                                                                          | Sidrophel et Whacum battus par Hudibras Voir catégorie correspondante sur Commons                                         |
| Frontispice pour Terrae Filius ou Histoire secrète de l'Université d'Oxford de Nicolas Amhurst | n. d.            | 134 × 78 mm | n. c.                                | British Museum                                                                          | |
| Deux planches pour le Précis de discipline militaire de John Blackwell a) Exercice à la Hallebarde b) Manuel de salut avec la demi-pique | 1726             | a) 327 × 501 mm b) 324 × 581 mm | Eau-forte et burin                   | British Museum                                                                          | Exercice à la Hallebarde                                                                                                  |
| Frontispice pour le A Collection of Songs (Recueil de Chansons) de Richard Leveridge (en) | 1727             | 163 × 98 mm | Eau-forte et burin (plusieurs états) | British Museum                                                                          | |
| Frontispice pour la traduction d'Hésiode par Thomas Cooke | 1728             | 166 × 112 mm | Eau-forte et burin (plusieurs états) | British Museum                                                                          | |
| Deux illustrations pour Persée et Andromède, poème dramatique de Lewis Theobald a) Frontispice : Persée tuant Méduse b) Persée délivrant Andromède | 1730             | a) 148 × 102 mm b) 150 × 104 mm | n. c.                                | British Museum                                                                          | Persée délivrant Andromède                                                                                                |
| Frontispice pour les Humeurs d'Oxford, comédie de James Miller (gravé par Gerard van der Gucht d'après un dessin de Hogarth) | 1730             | 165 × 104 mm | Eau-forte et burin                   | British Museum                                                                          | Gravure de Thomas Cook d'après Hogarth (1807).                                                                            |
| Frontispice pour les Voyages de Mr John Gulliver de Pierre-François Guyot Desfontaines (gravé par Gerard van der Gucht d'après un dessin de Hogarth) | 1730             | 132 × 72 mm | Eau-forte et burin                   | British Museum                                                                          | Gravure de Gerard van der Gucht d'après Hogarth.                                                                          |
| Frontispice pour la Tragédie des Tragédies de Henry Fielding (gravé par Gerard van der Gucht d'après un dessin de Hogarth) | 1730             | 157 × 95 mm | Eau-forte et burin                   | British Museum                                                                          | Gravure de Gerard van der Gucht d'après Hogarth.                                                                          |
| Frontispice pour The Highland Fair, opéra-balade de Joseph Mitchell (gravé par Gerard van der Gucht d'après un dessin de Hogarth) | 1730             | 157 × 95 mm | Eau-forte et burin                   | British Museum, Royal Collection Trust                                                  | Gravure de Gerard van der Gucht d'après Hogarth.                                                                          |
| Deux illustrations de Molière (gravées par Gerard van der Gucht d'après des dessins de Hogarth) a) Frontispice de L'Avare b) Frontispice de Sganarelle ou le Cocu imaginaire | 1732             | a) 127 × 79 mm (trois états) b) 128 × 79 mm | Eau-forte et burin                   | British Museum                                                                          | Frontispice pour L'Avare, gravure de Gerard van der Gucht d'après Hogarth.                                                |
| Frontispice pour l'oratorio Judith (gravé par Gerard van der Gucht d'après un dessin de Hogarth) | 1733             | 144 × 77 mm | Eau-forte et burin                   | British Museum                                                                          | |
| Sept illustrations pour le Don Quichotte de Miguel de Cervantes a) Première sortie en quête d'aventure b) L'enterrement de Chrysostome c) Don Quichotte soigné par la femme et la fille de l'hôtelier d) Aventure de l'armet de Mambrin e) Libération des galériens f) Don Quichotte et le Chevalier de la Montagne g) Le curé et le barbier en train de se déguiser | 1738             | a) 228 × 180 mm b) 230 × 179 mm c) 228 × 175 mm d) 224 × 177 mm e) 208 × 175 mm f) 235 × 177 mm g) 226 × 169 mm | Eau-forte et burin                   | British Museum, Metropolitan Museum of Art                                              | Aventure de l'armet de Mambrin Voir catégorie correspondante sur Commons                                                  |
| Frontispice pour L'Analyse de la beauté | 1753             | 61 × 84 mm | Eau-forte                            | British Museum                                                                          | Voir catégorie correspondante sur Commons                                                                                 |
| Frontispice pour La Perspective de Joshua Kirby (gravée par Luke Sullivan) | 1754             | 206 × 170 mm | Eau-forte                            | British Museum                                                                          | |
| Frontispice pour La Perspective de Joshua Kirby (gravée par William Woollett) | 1760             | 226 × 382 mm | Eau-forte                            | British Museum                                                                          | |
| Deux illustrations pour la deuxième éditions de Tristram Shandy de Laurence Sterne (gravées par S. Ravenet d'après des dessins de Hogarth) a) Frontispice (vol. 1) b) Le Baptême de Tristram Shandy (vol. 4) | a) 1760 b) 1761  | a) 133 × 80 mm b) 135 × 80 mm | n. c.                                | British Museum, Wellcome Collection                                                     | Frontispice |
| Frontispice pour le catalogue de l'Exposition de la Société des Artistes à Spring Gardens (gravée par Charles Grignion) | 1761             | 170 × 135 mm | Eau-forte et burin                   | British Museum                                                                          | |
| Cul-de-lampe pour le catalogue de l'Exposition de la Société des Artistes à Spring Gardens (gravée par Charles Grignion) | 1761             | 112 × 130 mm | n. c.                                | British Museum                                                                          | |
| Le Dr. Thomas Morell, frontispice pour le Thesaurus grec publié par cet érudit, ami de Hogarth (gravée par James Basire) | 1762             | 196 × 147 mm | Eau-forte                            | British Museum                                                                          | |
| Frontis-pisse, illustration pour un pamphlet non publié de Gregory Sharpe (d) (gravée par François Morellon de La Cave) | 1763             | 140 × 83 mm | Eau-forte                            | Bibliothèque royale, château de Windsor                                                 | |
| Frontispice pour la Physionomie du révérend John Clubbe (peut-être gravée par Luke Sullivan) | 1763             | 219 × 181 mm | n. c.                                | British Museum                                                                          | |
| Le Retour du paysan, frontispice pour l'intermède comique de David Garrick de 1762 (gravée par James Basire) | 1762             | 219 × 181 mm | Eau-forte                            | British Museum                                                                          | |

#### Satires et sujets originaux
| Titre | Date        | Dimensions | Technique et états | Conservation                                                                                 | Image Commons |
| --- | ----------- | --- | --- | -------------------------------------------------------------------------------------------- | --- |
| Représentation allégorique de George, Prince de Galles, en futur protecteur du Royaume | avant 1727  | 145 × 178 mm | Eau-forte et burin | British Museum                                                                               | |
| Emblematical Print on the South Sea Scheme (L'Affaire des Mers du Sud) | 1721        | 216 × 306 mm | Eau-forte et burin | British Museum                                                                               | |
| The Lottery (La Loterie) | 1721        | 216 × 306 mm | Eau-forte et burin | British Museum                                                                               | |
| The Bad Taste of the Town ou Masquerades and Operas (Le Goût de la Ville ou Masques et opéras) | 1723        | 120 × 169 mm | Eau-forte et burin | British Museum                                                                               | |
| The Mystery of Masonry brought to Light by ye Gormagons (Les Mystères de la franc-maçonnerie révélés par les Gormogons) | 1724        | 216 × 343 mm | Eau-forte et burin | British Museum                                                                               | |
| Royalty, Episcopacy and Law (La Royauté, l'Épiscopat et la Loi) | 1724        | 192 × 185 mm | Eau-forte et burin | British Museum                                                                               | |
| A Just View of the British Stage (Juste appréciation de la scène anglaise) | 1724        | 177 × 210 mm | Pointe sèche sur cuivre | British Museum, Victoria and Albert Museum                                                   | |
| Pièce burlesque sur le retable de William Kent à St. Clement Danes | 1725        | 277 × 177 mm | Eau-forte | British Museum                                                                               | |
| Cunicularii ou Les Sages de Godliman en consultation | 1726        | 160 × 239 mm | Eau-forte | British Museum                                                                               | |
| Châtiment infligé à Lemuel Gulliver | 1726        | 189 × 308 mm | Eau-forte et burin | British Museum                                                                               | |
| La Musique présentée à Apollon par Minerve | ca. 1727    | 239 × 157 mm | Eau-forte et burin (au moins trois états)                                                                                             | British Museum                                                                               | |
| Henri VIII et Anne Boleyn | ca. 1727    | 448 × 363 mm | Eau-forte et burin (plusieurs états)                                                                                                  | British Museum, Wellcome Collection                                                          | |
| Le Festin de Sancho | ca. 1730    | 255 × 294 mm | Eau-forte et burin (au moins trois états)                                                                                             | British Museum                                                                               | |
| The Man of Taste (Le Goût ou La Porte de Burlington ; attribué à Hogarth) | ca. 1731-32 | 218 × 163 mm | Pointe sèche | British Museum                                                                               | |
| Femme jurant qu'un digne citoyen est le père de son enfant (gravée par Joseph Sympson Junior) | après 1729  | 248 × 330 mm | Eau-forte et burin | British Museum                                                                               | |
| L'Orateur Henley baptisant un enfant (gravée par Joseph Sympson Junior) | après 1729  | 248 × 330 mm | Manière noire | Bibliothèque royale, château de Windsor                                                      | |
| A Harlot's Progress (La Carrière d'une prostituée) a) Planche I b) La Querelle avec son protecteur juif (Planche II) c) Arrêtée par un magistrat (Planche III) d) Scène à Bridewell (Planche IV) e) Elle meurt pendant que les médecins se disputent (Planche V) f) Les funérailles (Planche VI) | 1732        | a) 298 × 376 mm b) 299 × 370 mm c) 298 × 374 mm d) 301 × 377 mm e) 303 × 376 mm f) 298 × 379 mm                                                                                                 | Eau-forte et burin | British Museum                                                                               | Voir catégorie correspondante sur Commons.                                                                                                   |
| A Midnight Modern Conversation (Contemporains en conversation nocturne) | 1732-33     | 329 × 458 mm | Eau-forte et burin | British Museum, Metropolitan Museum of Art, Wellcome Collection, Galerie nationale de Prague | Voir catégorie correspondante sur Commons.                                                                                                   |
| Sarah Malcolm | 1733        | 177 × 176 mm | Eau-forte et burin | British Museum, Tate,                                                                        | Voir catégorie correspondante sur Commons.                                                                                                   |
| Southwark Fair (La Foire de Southwark) | 1733-34     | 342 × 452 mm | Eau-forte et burin | British Museum, Metropolitan Museum of Art                                                   | Voir catégorie correspondante sur Commons.                                                                                                   |
| A Rake's Progress (La Carrière d'un libertin) a) Le Jeune Héritier prend possession des biens de l'avare (Planche I) b) Le lever du Roué (entouré d'artistes et de professeurs) (Planche II) c) L'Orgie (Planche III) d) Arrêté pour dettes (Planche IV) e) Marié à une vieille fille (Planche V) f) Scène dans une maison de jeu (Planche VI) g) Scène de la prison (Planche VII) h) Scène dans une maison de fous (Planche VIII) | 1735        | a) 318 × 388 mm b) 312 × 389 mm c) 315 × 389 mm d) 315 × 389 mm e) 312 × 389 mm f) 314 × 387 mm g) 316 × 385 mm h) 314 × 387 mm                                                                 | Eau-forte et burin | British Museum, Bibliothèque royale, château de Windsor                                      | Arrêté pour dettes (Planche IV) Voir catégorie correspondante sur Commons.                                                                   |
| The Sleeping Congregation (Les Fidèles endormis) | 1736        | 255 × 196 mm | Eau-forte et burin (quatre états) | British Museum                                                                               | Voir catégorie correspondante sur Commons.                                                                                                   |
| Before et After (Avant et Après) a) Before b) After | 1736        | a) 371 × 280 mm b) 372 × 300 mm | Eau-forte et burin | Coll. de Wilmarth S. Lewis, Esq.                                                             | After Voir catégorie correspondante sur Commons.                                                                                             |
| Scholars at a Lecture (Étudiants au cours) | 1736-37     | 204 × 174 mm | Eau-forte et burin | British Museum                                                                               | Voir catégorie correspondante sur Commons.                                                                                                   |
| The Company of Undertakers (La Société des Entrepreneurs de Pompes funèbres) | 1736-37     | 216 × 180 mm | Eau-forte et burin | British Museum                                                                               | Voir catégorie correspondante sur Commons.                                                                                                   |
| The Distrest Poet (Le Poète dans la détresse) | 1736-37     | 315 × 387 mm | Eau-forte et burin | British Museum                                                                               | Voir catégorie correspondante sur Commons.                                                                                                   |
| Four Times of the Day (Les quatre parties du jour) a) Le Matin b) Midi c) Le Soir d) La Nuit | 1738        | a) 455 × 377 mm b) 448 × 381 mm c) 455 × 374 mm d) 446 × 366 mm | Eau-forte et burin | British Museum                                                                               | Le Matin Voir catégorie correspondante sur Commons                                                                                           |
| Strolling Actresses Dressing in a Barn (Comediennes d'une troupe ambulante s'habillant dans une grange) | 1738        | 424 × 540 mm | Eau-forte et burin (quatre états) | British Museum, Metropolitan Museum of Art, Wellcomme Collection                             | Le Matin Voir catégorie correspondante sur Commons                                                                                           |
| Procuration du Foundling Hospital (gravée par François Morellon de La Cave d'après un dessin de Hogarth) | 1739        | 115 × 216 mm | Eau-forte et burin (au moins trois états)                                                                                             | British Museum                                                                               | |
| Hymen and Cupid (Hymen et Cupidon) | 1739        | 115 × 216 mm | Eau-forte et burin (au moins trois états)                                                                                             | British Museum                                                                               | |
| The Enraged Musician (Le Musicien enragé) | 1741        | 330 × 400 mm | Eau-forte et burin (trois états) | British Museum, Metropolitan Museum of Art                                                   | Voir catégorie correspondante sur Commons |
| Les Charmeurs du Siècle (gravée par Richard Livesay d'après un dessin de Hogarth) | 1741        | 168 × 233 mm | Eau-forte | Coll. W. S. Lewis, Esq.                                                                      | |
| Martin Folkes | 1742        | 283 × 227 mm | Eau-forte et burin (quatre états) | British Museum                                                                               | |
| La Découverte | ca. 1743    | 158 × 178 mm | Eau-forte | Bibliothèque royale, château de Windsor                                                      | |
| Characters and Caricaturas (en) (Caractères et caricatures) | ca. 1743    | 204 × 200 mm | Eau-forte (plusieurs états) | British Museum                                                                               | Voir catégorie correspondante sur Commons |
| L'Évêque Hoadly (gravée par Bernard Baron) | 1743        | 355 × 284 mm | Eau-forte et burin | British Museum                                                                               | |
| Marriage A-la-Mode a) Le Contrat de mariage (gravée par Gérard Jean-Baptiste II Scotin) b) Le Petit déjeuner (gravée par Bernard Baron) c) Chez le charlatan (gravée par Bernard Baron) d) Le lever de la Comtesse (gravée par Simon François Ravenet) e) Mort du Comte (gravée par Simon François Ravenet) f) Mort de la Comtesse (gravée par Gérard Jean-Baptiste II Scotin) | 1745        | a) 351 × 445 mm b) 354 × 446 mm c) 352 × 446 mm d) 352 × 448 mm e) 354 × 447 mm f) 351 × 443 mm                                                                                                 | Eau-forte et burin | British Museum, Metropolitan Museum of Art                                                   | Le Contrat de mariage Voir catégorie correspondante sur Commons                                                                              |
| Garrick dans le rôle de Richard III | 1746        | 384 × 504 mm | Eau-forte et burin (deux états) | British Museum                                                                               | |
| Taste in High Life (Le goût dans la haute société, gravée par un inconnu d'après Hogarth) | 1746        | 200 × 256 mm | Eau-forte | British Museum                                                                               | Ici, gravée à l'eau-forte et à l'aquatinte par un certain Samuel Phillips (fl. 1797–1808) en 1798. Voir catégorie correspondante sur Commons |
| Simon Lord Lovat | 1746        | 334 × 222 mm | Eau-forte (trois états) | British Museum, Metropolitan Museum of Art                                                   | Voir catégorie correspondante sur Commons |
| Cour d'auberge en période électorale | 1747        | 206 × 298 mm | Eau-forte et burin | British Museum                                                                               | |
| Industry and Idleness (Le Zèle et la paresse) a) Les deux apprentis à leur métier b) L'apprenti zélé s'acquitte des devoirs du chrétien c) L'apprenti paresseux s'amuse dans le cimetière pendant le service divin d) L'apprenti zélé a gagné la faveur et la confiance de son maître e) L'apprenti paresseux est congédié et envoyé en mer f) L'apprenti zélé a terminé son temps et il épouse la fille de son maître g) L'apprenti paresseux retourné des mers ; il est dans un galetas avec une vulgaire prostituée h) L'apprenti zélé est devenu riche, et shérif de Londres i) L'apprenti paresseux vendu par sa catin, et arrêté dans la cave d'un établissement de nuit j) L'apprenti zélé est alderman de Londres ; l'apprenti paresseux est amené devant lui et accusé par son complice k) L'apprenti paresseux exécuté à Tyburn l) L'apprenti zélé est lord-maire de Londres | 1747        | a) 260 × 340 mm b) 260 × 343 mm c) 260 × 340 mm d) 254 × 340 mm e) 257 × 340 mm f) 256 × 341 mm g) 256 × 341 mm h) 256 × 341 mm i) 256 × 338 mm j) 258 × 338 mm k) 256 × 396 mm l) 260 × 400 mm | Eau-forte et burin, bordures gravées                                                                                                  | British Museum                                                                               | L'apprenti paresseux s'amuse dans le cimetière pendant le service divin Voir catégorie correspondante sur Commons                            |
| Jacobus Gibbs | 1747        | 259 × 183 mm | Eau-forte et burin | British Museum, Wellcome Collection                                                          | |
| O, the Roast Beef of Old England (Oh, le roast beef de la Vieille Angleterre ou La Porte de Calais) | 1748-1749   | 345 × 442 mm | Eau-forte et burin (deux états) | British Museum, Metropolitan Museum of Art                                                   | |
| Guglielmus Hogarth ou Autoportrait avec un carlin | 1748-1749   | 360 × 275 mm | Eau-forte et burin (quatre états) | British Museum, Royal Trust Collection, Royal Academy                                        | |
| La maison de Ranby, à Chiswick, vue de la villa de Hogarth | 1750        | 94 × 148 mm | Eau-forte (au moins deux états) | British Museum                                                                               | |
| La Marche sur Finchley (gravée par Luke Sullivan (d), puis retouchée et améliorée par Hogarth le 12 juin 1761) | 1750        | 412 × 544 mm | Eau-forte et burin (au moins huit états)                                                                                              | British Museum                                                                               | |
| Beer Street et Gin Lane a) Beer Street b) Gin Lane | 1751        | a) 359 × 300 mm b) 357 × 302 mm | Eau-forte et burin (quatre états) | British Museum                                                                               | Beer Street et Gin Lane côte à côte Voir catégorie correspondante sur Commons                                                                |
| The Four Stages of Cruelty (Les Quatre Étapes de la cruauté) a) First stage of cruelty (La première étape de la cruauté) b) Second stage of cruelty (La deuxième étape de la cruauté) c) Cruelty in perfection (La cruauté parfaite) d) The reward of cruelty (La cruauté payée) | 1751        | a) 354 × 294 mm b) 349 × 296 mm c) 354 × 296 mm d) 354 × 298 mm | Eau-forte et burin | British Museum                                                                               | The reward of cruelty Voir catégorie correspondante sur Commons                                                                              |
| Paul devant Félix | 1752        | 383 × 511 mm | Eau-forte et burin (trois états) | British Museum, Metropolitan Museum of Art, Wellcome Collection                              | Voir catégorie correspondante sur Commons |
| Moïse amené à la fille du pharaon | 1752        | 386 × 505 mm | Eau-forte et burin (quatre états) | British Museum, Metropolitan Museum of Art                                                   | |
| L'Analyse de la beauté a) Planche I b) Planche II | 1753        | a) 369 × 490 mm b) 368 × 498 mm | Eau-forte et burin | British Museum, Metropolitan Museum of Art                                                   | Voir catégorie correspondante sur Commons |
| Humours of an Election a) An Election Entertainment (Un Banquet électoral, gravée par Hogarth et des auxiliaires) b) Canvassing for Votes (La Brigue des votes, gravée par Charles Grignion) c) The Polling (Le Vote aux « Hustings », gravée par Hogarth et François Morellon de La Cave) d) Chairing the Member (Les Élus portés en triomphe, gravée par Hogarth et F. Aviline) | 1755-1758   | a) 403 × 534 mm b) 402 × 536 mm c) 403 × 541 mm d) 400 × 540 mm | Eau-forte et burin | British Museum, Metropolitan Museum of Art                                                   | Voir catégorie correspondante sur Commons |
| L'Invasion a) L'Invasion (planche I) b) L'Invasion (planche II) | 1756        | a) 290 × 376 mm (au moins trois états) b) 290 × 372 mm (au moins trois états) | Eau-forte | British Museum                                                                               | L'Invasion (planche I) |
| Hogarth peignant la Muse comique | 1758        | 373 × 344 mm | Eau-forte et burin | British Museum, Centre d'art britannique de Yale                                             | |
| The Bench (Le Banc des Magistrats) | 1758        | 165 × 197 mm | Eau-forte et burin (quatre états, dont un quatrième très différent, où l'artiste inclut davantage de bustes au-dessus des magistrats) | British Museum, bibliothèque nationale du Brésil                                             | |
| The Cockpit (L'Arène de combats de coqs) | 1759        | 286 × 372 mm | Eau-forte et burin (un seul état) | British Museum, Metropolitan Museum of Art                                                   | |
| Time smoking a picture (Le Temps boucanant une peinture) | 1761        | 265 × 208 mm | Eau-forte (plusieurs états) | British Museum, Metropolitan Museum of Art                                                   | Voir catégorie correspondante sur Commons |
| The Five Orders of Perriwigs (Les Cinq ordres de Perruques) | 1761        | 202 × 173 mm | Eau-forte (deux états) | British Museum, Metropolitan Museum of Art, Musée d'Art du comté de Los Angeles              | Voir catégorie correspondante sur Commons |
| Représentation graphique de l'enthousiasme | 1761        | 321 × 350 mm | Eau-forte et burin | British Museum                                                                               | |
| Credulity, Superstition and Fanatism (Crédulité, Superstition et Fanatisme) | 1762        | 367 × 319 mm | Eau-forte et burin (deux états) | British Museum, Wellcome Collection                                                          | Voir catégorie correspondante sur Commons |
| Times (L'Époque) a) Planche I (deux états) b) Planche I (à partir du troisième état, la composition est sensiblement différente) c) Planche II | 1762        | a) 216 × 293 mm b) 216 × 293 mm c) 231 × 300 mm | Eau-forte et burin | British Museum, Metropolitan Museum of Art                                                   | Voir catégorie correspondante sur Commons |
| L'Homme de main | 1763        | 341 × 262 mm | Eau-forte et burin | British Museum, Metropolitan Museum of Art                                                   | |
| Tail Piece ou The Bathos (Cul-de-lampe ou La Chute du Sublime) | 1764        | 260 × 324 mm | Eau-forte et burin (un seul état) | British Museum, Metropolitan Museum of Art                                                   | |

#### Autres sujets
| Titre                                                       | Date      | Dimensions   | Technique et états | Conservation                               | Image Commons |
| ----------------------------------------------------------- | --------- | ------------ | ------------------ | ------------------------------------------ | ------------- |
| Quatre têtes d'après les cartons de Raphaël à Hampton Court | vers 1730 | 189 × 348 mm | Eau-forte          | British Museum                             |               |
| Sigismonde (gravée par James Basire)                        | vers 1760 | 322 × 361 mm | Eau-forte          | British Museum                             |               |
| Henry Fielding (gravée par James Basire)                    | 1762      | 181 × 116 mm | Eau-forte et burin | British Museum                             |               |
| John Wilkes                                                 | 1763      | 315 × 220 mm | Eau-forte          | British Museum, Metropolitan Museum of Art |               |

## Expositions notables
- 2006-2007 : Musée du Louvre, « William Hogarth (1697-1764) » : exposition sur Hogarth, le peintre, le graveur, le moraliste, le théoricien et le philanthrope[45];
- 2018-2019 : Whitworth Art Gallery, « Prints of Darkness: Goya and Hogarth in a Time of European Turmoil » : peintres célèbres, les œuvres les plus convaincantes de Francisco de Goya et William Hogarth sont pourtant des estampes qu'ils ont réalisées et publiées eux-mêmes[46];
- 2019-2020 : Sir John Soane's Museum, « Hogarth: Place and Progress » : toutes les peintures et les gravures des séries de Hogarth sont réunies afin d'examiner leurs points de vue complexes sur la moralité, la société et la ville de Londres[47].